# Enochrus grossi
Enochrus grossi är en skalbaggsart som beskrevs av Short 2003. Enochrus grossi ingår i släktet Enochrus och familjen palpbaggar. Inga underarter finns listade i Catalogue of Life.